# Celebrity Deathmatch
Celebrity Deathmach foi um programa de televisão produzido pela MTV norte-americana, e exibido em dezenas de países com o mesmo nome entre 14 de maio de 1998 a 20 de outubro de 2002. Foi revivida entre 10 de junho de 2006 a 30 de março de 2007.
É uma simulação utilizando a técnica de animação Claymation de lutas em um ringue sem regras aparente e com golpes que extrapolam os limites físicos e biológicos reais. Cada participante é uma imitação caricaturizada de uma celebridade, geralmente americanas. As lutas costumam terminar com a morte, de um dos participantes de modo considerado bizarro.